# Сант-Андреа-ди-Боцио
Сант-Андреа-ди-Боцио (фр. Sant'Andréa-di-Bozio, корс. Sant' Andria di Boziu) — коммуна во Франции, находится в регионе Корсика. Департамент коммуны — Верхняя Корсика. Входит в состав кантона Голо-Морозалья. Округ коммуны — Корте.
Код INSEE коммуны — 2B292.

## Население
Население коммуны на 2008 год составляло 87 человек.
| 1962 | 1968 | 1975 | 1982 | 1990 | 1999 | 2008 |
| ---- | ---- | ---- | ---- | ---- | ---- | ---- |
| 96   | 122  | 106  | 104  | 63   | 76   | 87   |

## Экономика
В 2007 году среди 37 человек в трудоспособном возрасте (15—64 лет) 16 были экономически активными, 21 — неактивными (показатель активности — 43,2 %, в 1999 году было 37,8 %). Из 16 активных работали 15 человек (10 мужчин и 5 женщин), безработной была 1 женщина. Среди 21 неактивных 2 человека были учениками или студентами, 12 — пенсионерами, 7 были неактивными по другим причинам.

## Фотогалерея
- Сант-Андреа-ди-Боцио
- Церковь